# Brividi d'amore
Brividi d'amore è un singolo di Gigi D'Alessio, estratto dall'album Made in Italy del 2007. È stato pubblicato dall'etichetta Sony BMG. Composto interamente nel testo e nella musica dallo stesso interprete ed edito da Warner Chappell Music Italiana, Universal Music Group e Terzo occhio Edizioni Musicali.

## Tracce
1. Brividi d'amore (4:15)[1]